# British National Space Centre
Il British National Space Centre (BNSC) (Centro Spaziale Nazionale Britannico) era un organismo di coordinamento (fondato su una collaborazione volontaria) tra undici dipartimenti governativi e centri di ricerca del Regno Unito. Si è formato nel 1985 per coordinare le attività civili britanniche riguardanti la scienza spaziale, l'osservazione terrestre, le comunicazioni satellitari e la navigazione globale (per esempio utilizzando sistemi tipo il GPS o il sistema di posizionamento Galileo). Dal 1º aprile 2010 è stato sostituito dalla UK Space Agency.

## Appartenenti al BNSC
- Department of Trade and Industry (Dipartimento del Commercio e dell'Industria) e il sussidiario Office of Science and Technology (Ufficio per le Scienze e la Tecnologia)
- Department for Transport (Dipartimento dei Trasporti)
- Ministry of Defence (Ministero della Difesa)
- Foreign and Commonwealth Office (Ufficio per l'estero e il Commonwealth)
- Deparent for Environment, Food and Rural Affairs (Dipartimento per l'ambiente, il cibo e gli affari rurali)
- Department for Education and Skills (dipartimento per l'educazione e la formazione)
- Rutherford Appleton Laboratory
- Natural Environment Research Council (Concilio per la ricerca sull'ambiente naturale)
- Particle Physics and Astronomy Research Council (consiglio per la ricerca della fisica e dell'astronomia delle particelle)
- Meteorological Office (ufficio Meteorologico)